# Blockland
Blockland este un sector în orașul hanseatic Bremen , Germania. 